# Марежада

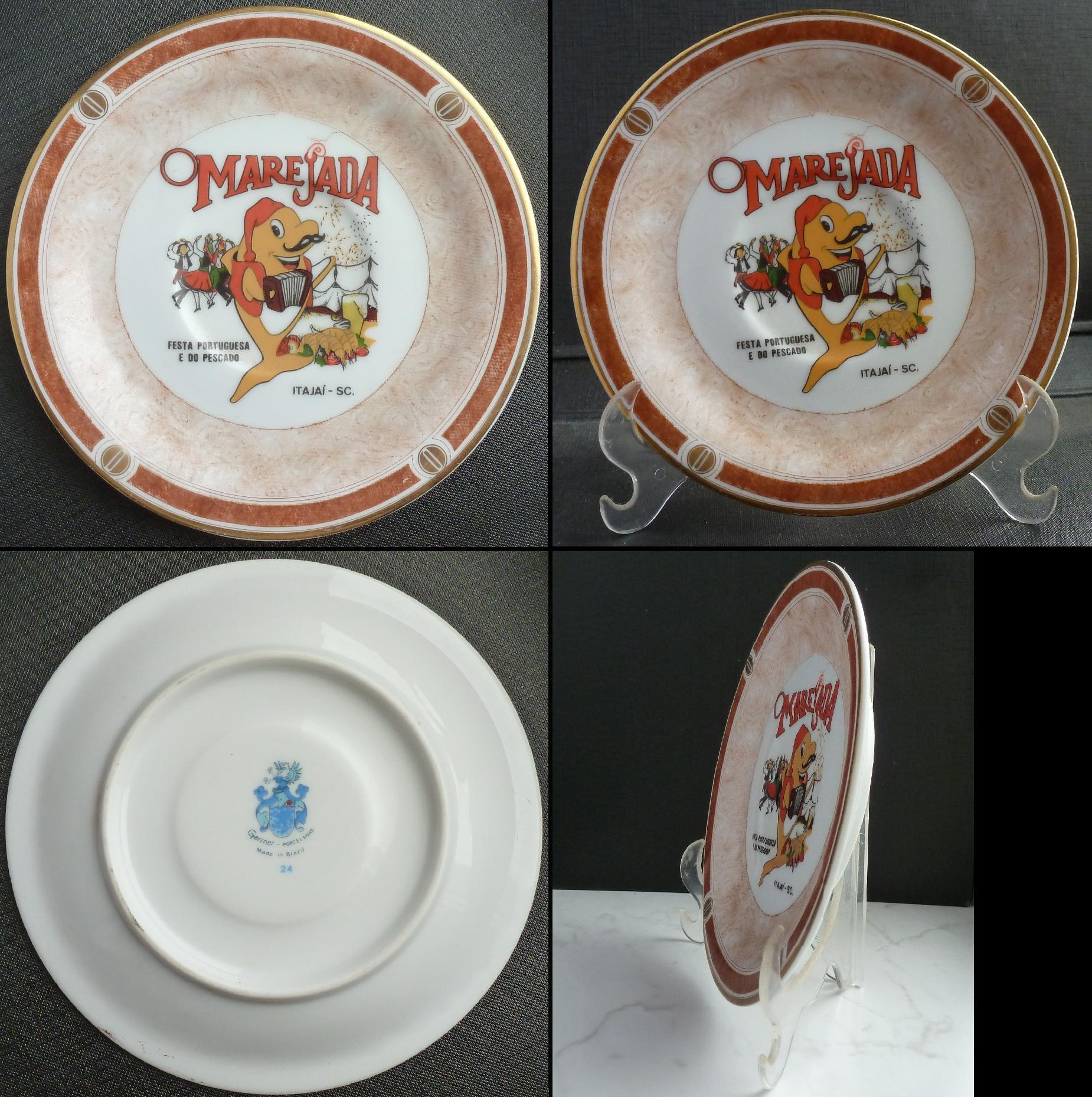
Сувенирная тарелка праздника Марежада (в городе Итажаи, Бразилия) - сделана в Бразилии на фабрике Germer porcelane.

Марежада (порт. Marejada) – один из наиболее популярных национальных праздников Бразилии в городе Итажаи (порт. Itajaí) штата Санта-Катарина. Праздник возник как празднование годовщины высадки (экспансии) первых португальцев (европейцев) на побережье современной Бразилии. Также этот праздник получил второе название - праздник морепродуктов или рыбаков, так как рыболовство - один из основных промыслов региона Итажаи. Основная выпивка на этом празднике - пиво  (на фотографии рядом с рыбой-символом стоит тарелка с креветками и бокалом пива) - то есть в каком-то роде это ещё и праздник пивоваров.
Надписи на сувенирных тарелках:
- FESTA PORTUGUESA E DO PESCADO - Праздник Португализации и рыболовства.
- ITAJAI  SC - Итажаи СК (Санта Катарина).

Символом Марежады является рыба с человеческим обличьем, с усами, с шапкой на голове и иногда играющая на гармошке.
Марежада проводится ежегодно в октябре. Так в 2009 году праздник проходил с 8 до 18 октября, а в 2010 году с 8 по 24 октября - дольше в связи с 150-летней годовщиной высадки (экспансии) португальцев на побережье Бразилии.

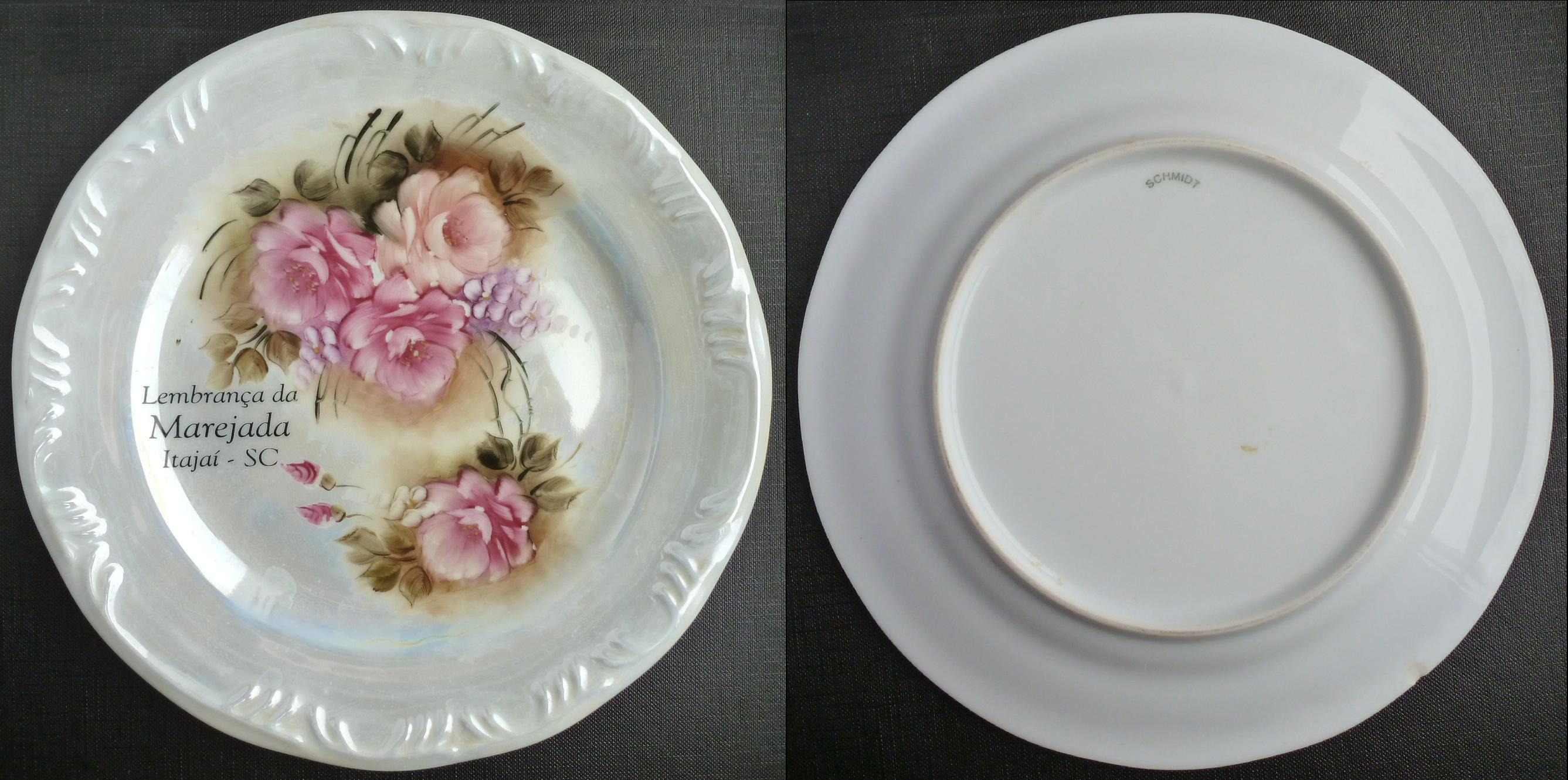
Сувенирная тарелка с Марежады - сделана на фабрике Schmidt. Итажаи, Бразилия.

Итажаи – это муниципалитет и город-порт. Праздник Марежада празднуется в специально отведённом оборудованном парке подальше от порта. Марежада – это праздник кулинарии, фольклора и танцев. В этом парке много мест, где можно перекусить (небольшие ларьки и прилавки, магазинчики, бары и рестораны). Магазин современного оборудования для рыболовных судов подтверждает, что это также праздник рыболовства. Представлена португальская кулинария и в частности кулинария из продуктов моря, а также выпивка и много пива. Надо отметить, что данном регионе Бразилии и в частности в городе Итажаи живёт много немцев-переселенцев (обе представленные сувенирные тарелки сделаны на фабриках имеющих названия от немецких фамилий) и прочих переселенцев из Европы. Также в парке есть ларьки, прилавки и магазины продающие сувениры, включая сувениры с символами праздника Марежада. Оборудованная под открытым небом сцена позволяет выступать местным фольклорным группам, певцам. Несколько (три-четыре) крытые или частично крытые танцплощадки (включая современную дискотеку) предназначены для танцев для людей различных возрастов – каждая площадка имеет своё определённое направление для возрастной группы людей.

## Контакты
- Governo Municipal de Itajaí
- Marejada
- Bon ventos a trazem Marejada